# Spiders
Singles de System of a Down
Sugar Chop Suey!
Spiders est un single et une chanson du groupe de rock américain System of a Down, tiré de l'album homonyme, System of a Down sorti le 30 juin 1998. C'est la piste 5 de l'album, elle dure 3 minutes et 36 secondes.